# Tcherski
Pour les articles homonymes, voir Tcherski (homonymie).
Tcherski (en russe : Черский) est une commune urbaine de la république de Sakha, en Russie. Sa population s'élevait à 2 684 habitants en 2013.

## Historique
C'était à partir des années 1960 une ville regroupant de nombreux scientifiques. La fin des financements lors de la chute de l'URSS en 1991/1992 a conduit à un départ massif de ses habitants

## Géographie
Tcherski est située sur le fleuve Kolyma à 130 km de l'embouchure du fleuve, 1 920 km à l'est de Iakoutsk. Elle est le centre administratif du raïon de Nijnekolymsk. Elle est desservie par l'aéroport de Tcherski. Elle dispose d'un port disposant à la dislocation de l'URSS de vingt grues mobiles.

## Population
Recensements (*) ou estimations de la population
| 1959* | 1970* | 1979* | 1989*  |
| ----- | ----- | ----- | ------ |
| 1 965 | 9 460 | 9 726 | 11 176 |

| 2002* | 2010* | 2012  | 2013  |
| ----- | ----- | ----- | ----- |
| 3 832 | 3 006 | 2 762 | 2 684 |